# Orange Caramel
Orange Caramel (tiếng Hàn: 오렌지 카라멜) là một nhóm nhạc nữ Hàn Quốc thuộc công ty Pledis Entertainment. Orange Caramel là một nhóm nhỏ thuộc After School, nhóm gồm 3 thành viên: Raina, Nana và Lizzy. Nhóm ra mắt vào ngày 16 tháng 6 năm 2010.

## Lịch sử nhóm

### Trước khi ra mắt
Ngày 31/5/2010, Pledis Entertainment thông báo After School sẽ được chia thành 2 nhóm nhỏ, mỗi nhóm có 3 thành viên và 1 người còn lại sẽ hoạt động một mình (solo), riêng UEE sẽ không tham gia vào dự án này vì chuyên tâm vào việc đóng phim. Nhóm nhỏ đầu tiên có tên là Orange Caramel. Orange Caramel gồm 3 thành trẻ tuổi nhất của After School bao gồm Raina (nhóm trưởng), Nana và Lizzy (maknae). Theo đại diện của After School cho biết: "Gợi cảm và táo bạo vốn là hình ảnh gắn liền với After School từ ngày ra mắt, nhưng Orange Caramel thì sẽ khác khi thể hiện sự quyến rũ của mình với hình tượng những cô nàng dễ thương, tươi tắn, trẻ trung và nhí nhảnh."

### Năm 2010: Ra mắt với "Magic Girl" và "A~ing"

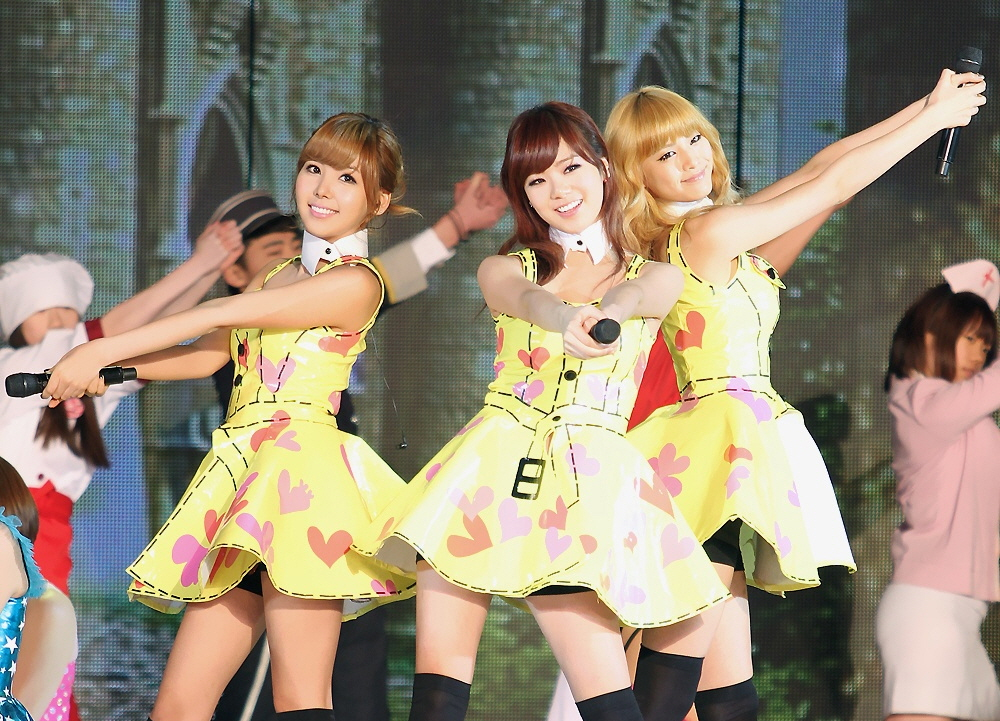
Orange Caramel năm 2010

Ngày 16/6, Orange Caramel cho ra mắt mini album đầu tiên của họ "Magic Girl". Đúng như lời nói của công ty quản lý của họ, Orange Caramel đã hoàn toàn lột xác khỏi hình ảnh quyến rũ, mạnh mẽ của After School thay vào đó là hình ảnh những cô nàng búp bê dễ thương, trong sáng cùng với những giai điệu ngọt ngào, đáng yêu. Ca khúc chủ đề "Magic Girl" nhanh chóng đạt các vị trí cao trên bảng xếp hạng online trong nước. Mini album cũng được phát hành tại Đài Loan và nhanh chóng càn quét các bảng xếp hạng tại đây nhờ ca khúc nổi tiếng "The day you went away" được thể hiện bởi giọng ca ngọt ngào của Orange Caramel.
Ngày 18/11, Orange Caramel cho ra mắt tiếp mini album thứ hai của họ "A~ing". Ca khúc tiếp tục thành công với hàng loạt vị trí đứng đầu tại các bảng xếp hạng nhờ hình ảnh những cô gái đáng yêu trong truyện cổ tích và ca từ nhộn nhịp, rộn rã. Ca khúc "Still" trong mini album cũng trở nên phổ biến bởi giai điệu sâu lắng và giọng ca hoàn hảo của Orange Caramel.

### Năm 2011: "Bangkok City" và "Shanghai Romance"
Ngày 30/3, Orange Caramel phát hành single "Bangkok city" nằm trong dự án "One Asia Project". Ba cô nàng Orange Caramel đã tạm thời rũ bỏ hoàn toàn hình ảnh kẹo ngọt trong quá khứ để đến với hình ảnh của các búp bê DJ sexy và funky. Thêm vào đó, "Bangkok City" chứa đựng những âm thanh điện tử và funky club, hoàn toàn khác so với giai điệu của 2 single trước là "Magic Girl" và "A~ing". Ca khúc cũng khá thành công nhưng lại vấp phải scandal về nội dung câu lạc bộ đêm trong MV cùng với trang phục trình diễn có phần khêu gợi. Nhưng công ty quản lý của nhóm là Pledis Entertainment đã đưa ra những lập luận chặt chẽ, chính xác và giành lại sự công bằng cho nhóm.
Ngày 13/10, Orange Caramel cho mắt single tiếp theo nằm trong dự án "One Asia Project" với tựa đề "Shanghai Romance". Ca khúc thành công rực rỡ ngoài sức tưởng tượng và hiện là một trong ca khúc nổi tiếng nhất của nhóm. Ca khúc "Shanghai Romance" còn được biết đến như là tác phẩm cuối cùng của thành viên Super Junior Heechul trước khi anh nhập ngũ.

### Năm 2012: Nhật tiến

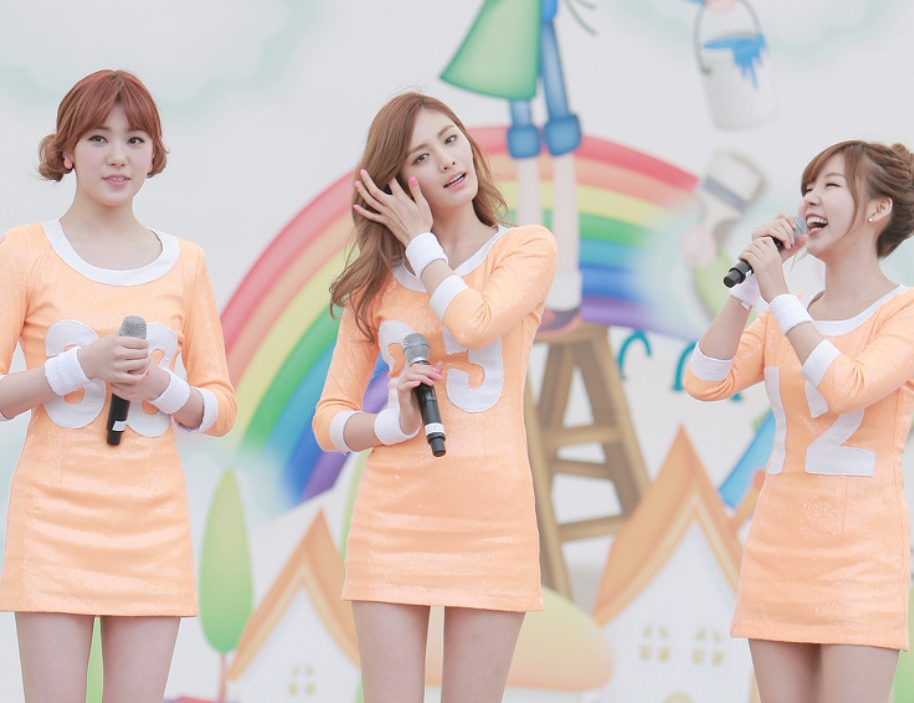
Orange Caramel năm 2013

Ngày 14/3, After School phát hành album tiếng Nhật đầu tay mang tên "Playgirlz". Đi kèm album là ca khúc "Shanghai Romance" phiên bản tiếng Nhật của nhóm nhỏ Orange Caramel đánh dấu bước khởi đầu Nhật tiến của nhóm.
Trong chuỗi concert "Playgirlz" của After School, Orange Caramel cũng đã có màn ra mắt khán giả Nhật với ba ca khúc đình đám ở xứ Hàn gồm Magic Girl, A~ing và Shanghai Romance.
Theo thông tin từ Pledis Entertainment, Orange Caramel sẽ chính thức Nhật tiến vào tháng 8 năm 2012.
Năm 2014: "Catallena" và "My Copycat".
Cuối năm 2013, Pledis Entertainment công bố rằng Orange Caramel sẽ trở lại vào tháng 2 năm sau. Sự trở lại đã bị trì hoãn đến tháng 3. Tiêu đề và hình ảnh teaser được phát hành vào 18 tháng 2 năm 2014. Sau khi ảnh teaser được tiết lộ rằng nhân vật "Catallena" là danh hài Kim Daesung.
Ngày 12/3,  Pledis Entertainment tung ra MV "Catallena" trên trang Youtube. Ngay sau đó ca khúc đã thu được nhiều phản hồi tích cực cũng như hơn 1 triệu lượt xem chỉ sau 24h ra mắt. "Catallena" (Tiếng Hàn: 까탈레나) là album đĩa đơn tiếng Hàn thứ ba, và là đĩa đơn thứ sáu của Orange Caramel. Ca khúc mẫu Punjabi nhạc folk đám cưới Jutti Meri Jandiye và thậm chí cả dùng tụng kinh ban đầu "Jutti Meri, Oye Hoi Hoi! Paula Mera, Oye Hoi Hoi!" như một phần quan trọng của điệp khúc.
Một video âm nhạc teaser dài 30 giây được tiết lộ bởi kênh YouTube chính thức của Pledis Entertainment vào 6 tháng 3 năm 2014 và đạt được 600,000 lượt xem, làm nổi bật sự nổi tiếng của nhóm. Qua teaser, Orange Caramel tiết lộ một ý tưởng kì lạ của họ về thể loại đồ ăn hải sản. Nó cũng giới thiệu sự xuất hiện của diễn viên hài Kim Daesung người đóng vai trò "Catallena" trong music video.
Nhóm chính thức quảng bá cho "Catallena" bắt đầu vào 13 tháng 3 năm 2014.
sau khi phát hành đĩa đơn, nhóm tổ chức sự kiện trở lại của họ trên M! Countdown của Mnet. Nhóm còn biểu diễn trên Music Core của MBC và Show Champion của MBC Music và Inkigayo của SBS theo mỗi tuần. Nó được tiết lộ rằng nhóm sẽ không quảng bá trên Music Bank của KBS do xung đột giữa đài phát thanh và hãng thu âm của Orange Caramel, Pledis Entertainment. Vào 21 tháng 3 năm 2014 Orange Caramel biểu diễn trên Music Bank, do dó kết thúc xung đột giữa KBS và Pledis Entertainment.
Sau khi phát hành, ca khúc dẫn đầu lượt nghe nhạc trực tuyến ở Hàn Quốc và duy trì vị trí này trong vài ngày.

Album "The Third Single Catallena" phát hành ngày 13 tháng 3 năm 2014.

Nhóm cho ra mắt đĩa đơn "Abing Abing" (아빙 아빙) được phát hành vào ngày 20 tháng 5 năm 2014. Bài hát này là sự hợp tác với Baskin Robbins để quảng bá thương hiệu của họ tại Hàn Quốc.
Vào ngày 6 tháng 8 năm 2014, Pledis Entertainment tuyên bố nhóm sẽ trở lại vào giữa tháng 8 với album thứ tư của họ. 
Ngày 18/8, nhóm chính thức có màn comeback với đĩa đơn thứ tư trong tiếng Hàn và thứ bảy trong tổng số. Video nhạc mang tên "My Copycat" được phát hành và dựa trên khái niệm về trò chơi "Waldo" ở đâu và "khám phá những điểm khác biệt". Bộ phim do đạo diễn bộ phim "Digipedi" sản xuất đã từng làm việc với nhóm "Catallena" và "Lipstick". Bài hát đứng thứ 8 trên Gaon Music Chart.
Video nhạc cho "The Gangnam Avenue" được phát hành vào ngày 3 tháng 9 năm 2014.
Ngày 2 tháng 5 năm 2018, Pledis Entertainment xác nhận Lizzy đã rời Orange Caramel sau 9 năm gắn bó.
Ngày 27 tháng 12 năm 2019, Pledis xác nhận Raina đã rời nhóm sau 10 năm gắn bó, tương lai của Orange Caramel khép lại.

## Thành viên
| Nghệ danh | Ngày sinh           | Vị trí                                          |
| --------- | ------------------- | ----------------------------------------------- |
| Raina     | 07 tháng 5 năm 1989 | Trưởng nhóm, Hát chính                          |
| Nana      | 14 tháng 9 năm 1991 | Nhảy chính, Rap phụ, Gương mặt đại diện, Visual |
| Lizzy     | 31 tháng 7 năm 1992 | Rap chính, Hát dẫn, Maknae                      |

## Danh sách đĩa nhạc
- Lipstick - The First Album (2012)

Ngày phát hành: 12/9/2012
Title track: Lipstick
Mini albums
- Orange Caramel - The First Mini Album (2010)
- Orange Caramel - The Second Mini Album (2010)

Đĩa đơn
- Bangkok City (2011)
- Shanghai Romance (2011)

Đĩa đơn kĩ thuật số
- "Bangkok City" (2011)

Đĩa đơn quảng bá
- "Magic Girl" (2010)
- "A~ing♡" (2010)
- "Still..." (2011)
- "Bangkok City" (2011)
- "Shanghai Romance" (2011)
- "Catallena" (2014)
- "My copycat" (2014)

#### M/V
| Tên bài            | năm  | M/V  |
| ------------------ | ---- | ---- |
| Magic Girl         | 2010 |      |
| A~ing♡             | 2010 | Link |
| Bangkok City       | 2011 | Link |
| Shanghai Romance   | 2011 | Link |
| LIPSTICK           | 2012 | Link |
| Catallena          | 2014 | Link |
| My Copycat         | 2014 | Link |
| The Gangnam Avenue | 2014 | Link |

## Giải thưởng
| Năm  | Giải thưởng                                              |
| ---- | -------------------------------------------------------- |
| 2010 | - 11th Korean Visual Arts Festival - Photogenic Award As |